# Horia insularis
Horia insularis là một loài bọ cánh cứng trong họ Meloidae. Loài này được Cros miêu tả khoa học năm 1928.